# Hymn Nikaragui
Salve a ti, Nicaragua („Pozdrawiamy cię, Nikaraguo’) – hymn państwowy Nikaragui. Został on przyjęty w 1939 roku. Słowa napisał Salomón Ibarra Mayorga, a muzykę na podstawie anonimowej pieśni kościelnej skomponował Luis Abraham Delgadillo.

## Historia
Po raz pierwszy hymn ten został przyjęty pomiędzy rokiem 1835 a 1837. W tym okresie nie miał on żadnych słów ani tytułu. Był on w użyciu do roku 1876, kiedy został zastąpiony przez inny hymn.
W roku 1918, rząd zdecydował, aby powrócić do starego hymnu opartego na pieśni kościelnej. Ponieważ zapis muzyki nie był obecny w żadnych archiwach, poproszono osoby pamiętające hymn o rekonstrukcję muzyki, którą ostatecznie opracował Luis Abraham Delgadillo. Tymczasowe słowa do niego napisał profesor Marco Antonio Ortega. W roku 1939 ówczesny prezydent Emiliano Chamorro zorganizował konkurs na nowe słowa do hymnu, zgodnie z trzema wytycznymi:
1. Hymn powinien posiadać dwie zwrotki, mówiące o pokoju i pracy,
2. Pokój i praca powinny być jedynym tematem,
3. Słowa powinny pasować do przyjętej muzyki.

Ostateczne słowa wyłonione w wyniku konkursu zostały przyjęte w tym samym roku.

## Oficjalne słowa hiszpańskie
¡Salve a ti, Nicaragua! En tu suelo,
Ya no ruge la voz del cañón
Ni se tiñe con sangre de hermanos
Tu glorioso pendón bicolor.
Brille hermosa la paz en tu cielo,
Nada empañe tu gloria inmortal
Que el trabajo es tu digno laurel
Y el honor es tu enseña triunfal.